# Shi Tao

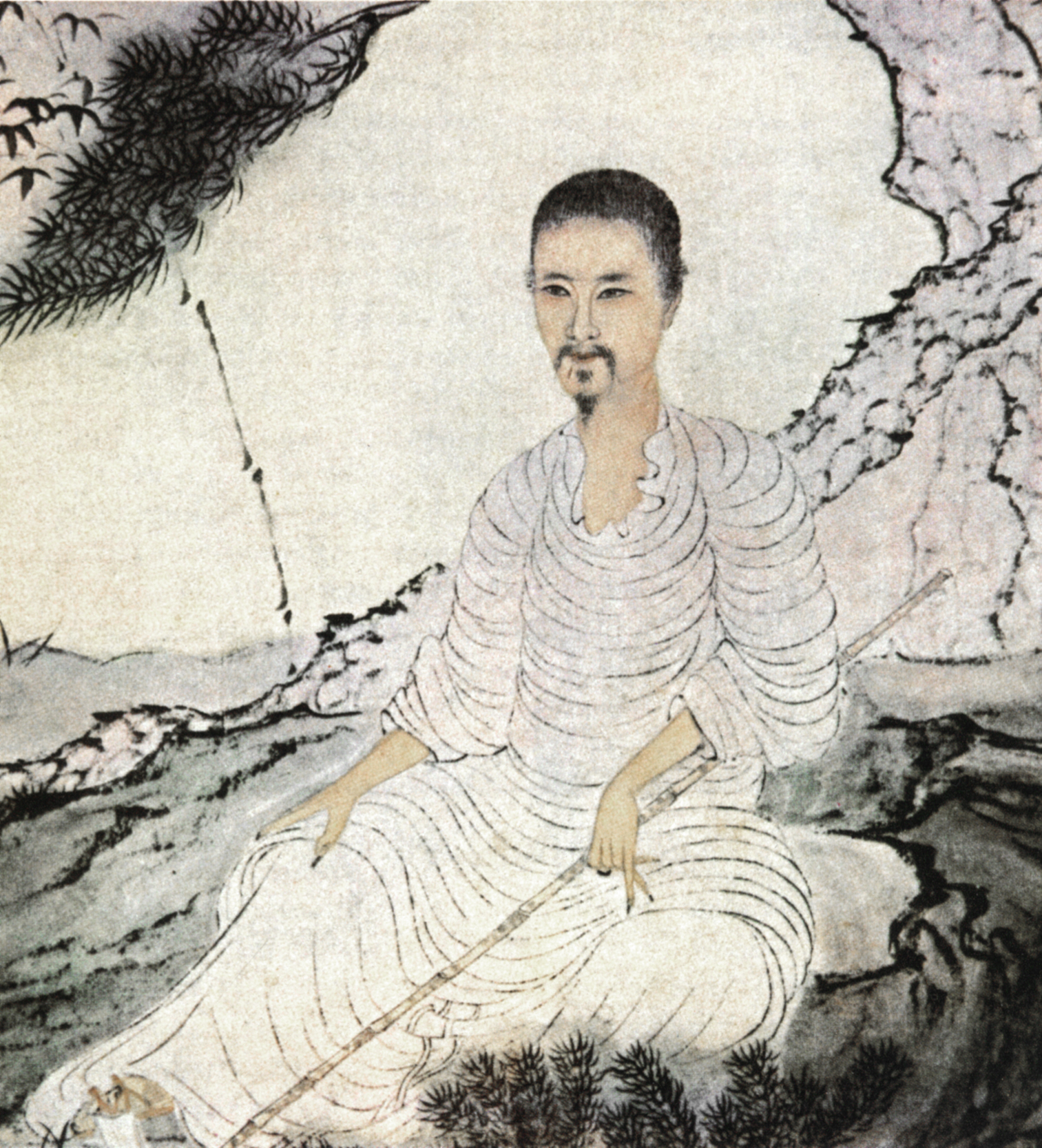
Meister Shi pflanzt Pinien, Selbstporträt des Künstlers

Shi Tao (chinesisch 石濤, Pinyin Shí Tāo, W.-G. Shih-t’ao, Geburtsname Zhū Rùojí 朱若极, Mönchsname Dàojì 道濟 - Tao Chi; * 1641 Qingjiang (Provinz Guangxi); † ca. 1707) war ein chinesischer Maler der Qing-Dynastie.

## Leben
Zhū Rùojí, Sohn des Aristokraten Zhū Hengjia, gehörte dem Kaiserhaus der Ming an. Dessen Sturz durch die mandschurische Qing-Dynastie 1644 erlebte er als dreijähriger Knabe. Sein Vater und seine restliche Familie wurden nach dem Selbstmord des Kaisers Chongzhen ermordet; nur durch Zufall entging er diesem Schicksal. Zur Tarnung legte er sich den Namen Yuanji Shitao zu und trat 1651 in ein buddhistisches Kloster ein, wo er schließlich den Mönchsnamen Dàojì erhielt.
Nach einigen Jahren in Wuchang, in der Provinz Anhui sowie Nanjing und Yangzhou zog Shitao 1690 nach Peking. Nachdem er dort entgegen seiner Hoffnung keinen Förderer für seinen Aufstieg in der Mönchshierarchie gefunden hatte, konvertierte er 1693 zum Daoismus und kehrte nach Yangzhou zurück, wo er 1707 starb.

## Werk
Shitao zählt zu den berühmtesten Vertretern der sog. individualistischen, von gelehrten Literaten getragenen Malerschule während der frühen Qing-Dynastie. Zunächst stark von Ni Zan und Li Yong beeinflusst, brach er bald mit den tradierten Stilen und Maltechniken und schuf eine neuartige Ästhetik, die sein Werk heute als geradezu revolutionär gelten lässt.
Seine Werke sind durch eine nasse Maltechnik und kräftige, eindrucksvolle Pinselstriche geprägt, weiter durch die Verwendung „subjektiver“ Perspektiven sowie den bewussten Einsatz negativer oder weißer Flächen, um den Eindruck von Entfernung zu erzeugen. Shitaos Stil ist nur schwer einzuordnen; insbesondere hat er selbst ein Bekenntnis zu den beiden großen Malerschulen der verflossenen Ming-Dynastie explizit verweigert: „Wenn man mich fragt, ob ich in der Art der Südlichen oder der Nördlichen Schule male, so halte ich mir den Bauch vor Lachen und antworte, ich wisse nicht, ob ich zu einer Schule gehöre oder die Schule zu mir. Ich male in meinem eigenen Stil.“
Auch Shitao betätigte sich vorwiegend als Landschaftsmaler und hat zu diesem Zweck verschiedene Gegenden Chinas auf zahlreichen Wanderungen durchstreift. Häufig versah er seine üblicherweise in Alben zusammengefassten Blätter mit konkreten Ortsangaben, oder gar mit ergänzenden Kommentaren oder Gedichten. Anders als etwa der Altmeister des Genres, Guo Xi, wollte Shitao aber auch die „verborgenen Kräfte von Himmel und Erde“ einfangen und die unwandelbaren Prinzipien sichtbar machen, die die Entstehung der Natur wie seiner Bilder bestimmen. „Ein Pinselstrich sei der Ursprung allen Daseins, die Wurzel unzähliger Erscheinungen“ bekennt Shitao und greift damit erkennbar daoistisches Gedankengut auf.
10.000 hässliche Tintenflecken ist ein perfektes Beispiel für Shitaos subversive und ironische ästhetische Prinzipien. Das in seiner Wahrnehmungsstruktur einzigartige Werk stellt die tradierten Schönheitsstandards vor erhebliche Herausforderungen. Die Zerlegung der sorgfältig gemalten Landschaft in Pollockeske Spritzer zwingt den Betrachter zu der Erkenntnis, dass das Bild keineswegs in dem Maße „durchschaubar“ ist, wie es dies zunächst zu sein vorgibt. Gerade weil sie im Titel als „hässlich“ bezeichnet werden, gewinnen die Tintenflecken eine einzigartige, abstrakte Schönheit.
Erinnerungen an Qin-Huai ist der Titel eines anderen einzigartig dastehenden Werks von Shitao. Wie viele Gemälde der späten Ming- und der frühen Qing-Dynastie beschäftigt es sich mit dem Platz des Menschen in der Natur. Auf den ersten Blick wirkt die schroffe Felsspitze im Gemälde ein wenig entstellt, scheint sie sich doch geradezu vor dem Betrachter zu „verbeugen“.
Ein Mönch steht ruhig im auf dem Qin-Huai-Fluss treibenden Boot und blickt bewundernd zu dem Steingiganten empor. Der Respekt, den sich Mensch und Natur gegenseitig entgegenbringen, wird hier in einem verfeinerten Stil thematisiert, der geradezu an den (magischen) Surrealismus erinnert und ans Absurde grenzt. Shitao selbst hatte den Fluss und seine Umgebung in den 1680er Jahren besucht; unklar ist aber, ob er in dem Album, dem das Blatt entnommen ist, tatsächlich existierende Örtlichkeiten abgebildet hat.
Weitere bekannte Werke sind Die Pfirsichblütenquelle, die als Illustration zu Tao Yuanmings gleichnamiger Erzählung gedacht ist, weiter Mann in einem Hause unter einem Felsen sowie Der Wasserfall am Berge Lu sowie Farben der Wildnis (Vogelbeobachtung).
Die Grundsätze seiner Kunstauffassung hat Shitao schließlich in dem theoretischen Werk Hua Pu [W.-G.: Hua-P'u] niedergelegt. Daneben hat er Gartenanlagen in Yangzhou entworfen.

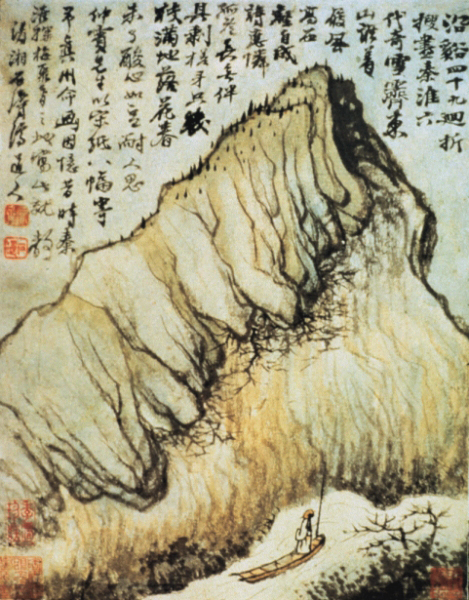
Erinnerungen an Qinhuai
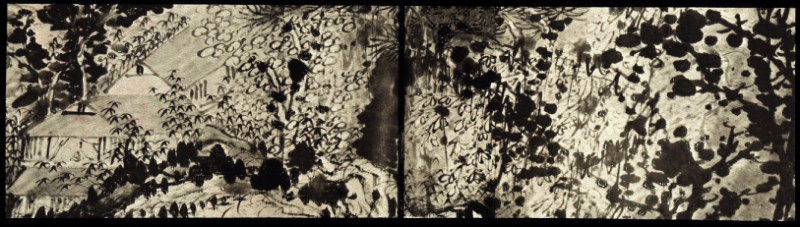
Zehntausend Tintenflecken
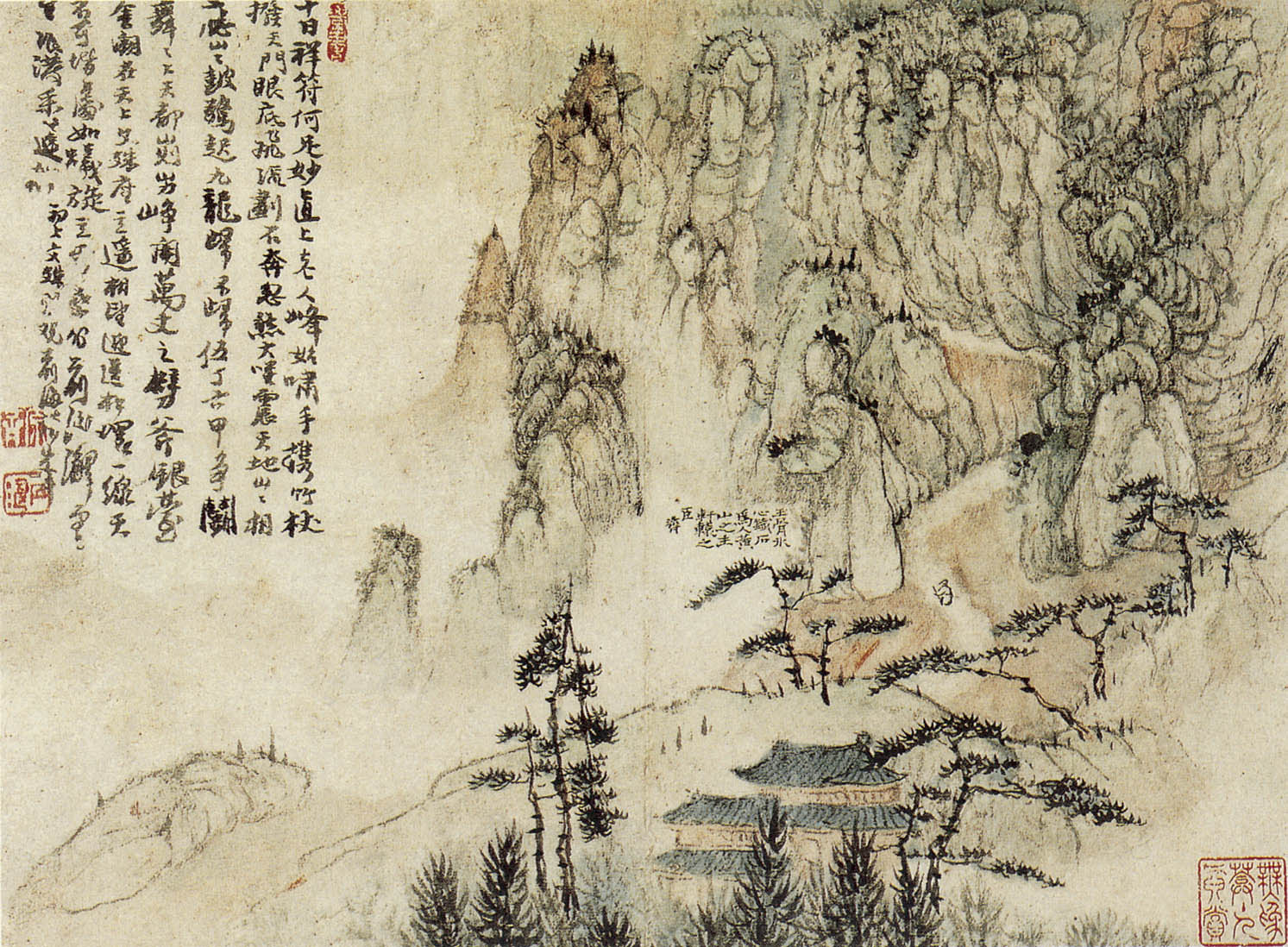
Huang Shan
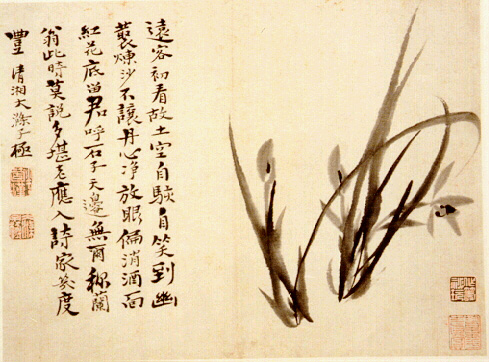

ShiTao : Aufgezeichnete Worte des Mönchs Bittermelone zur Malerei
Mainz, 2009